# IC 3482
IC 3482 ist eine Spiralgalaxie vom Hubble-Typ S im Sternbild Coma Berenices am Nordsternhimmel. Sie ist schätzungsweise 838 Millionen Lichtjahre von der Milchstraße entfernt und hat einen Durchmesser von 140.000 Lichtjahren. Vom Sonnensystem aus entfernt sich das Objekt mit einer errechneten Radialgeschwindigkeit von näherungsweise 18.700 Kilometern pro Sekunde.
Das Objekt wurde am 23. März 1903 von Max Wolf entdeckt.

## Galaktisches Umfeld
| Nr. | Galaxie                 | Alternativname            | Rek           | Dek           | Distanz/asec |
| --- | ----------------------- | ------------------------- | ------------- | ------------- | ------------ |
| →   | IC 3482                 | LEDA/PGC 1819127          | 12h33m00.997s | +27d49m49.11s | 0            |
| 1   | LEDA/PGC 1817792        | 2MASX J12332111+2746490   | 12h33m21.090s | +27d46m49.20s | 322.15       |
| 2   | LEDA/PGC 41721          | 2MASX J12333182+2746580   | 12h33m31.840s | +27d46m58.29s | 443.50       |
| 3   | LEDA/PGC 1820252        | WISEA J123337.10+275220.2 | 12h33m37.100s | +27d52m20.20s | 501.90       |
| 4   | LEDA/PGC 1816063        | WISEA J123353.50+274255.8 | 12h33m53.518s | +27d42m55.48s | 810.68       |
| 5   | 2MASX J12322207+2801094 | WISEA J123222.07+280110.1 | 12h32m22.075s | +28d01m10.02s | 854.15       |
| 6   | 2MASX J12331125+2805491 | WISEA J123311.20+280549.6 | 12h33m11.200s | +28d05m49.70s | 969.86       |
| 7   | LEDA/PGC 1820222        | 2MASX J12314705+2752168   | 12h31m47.041s | +27d52m17.08s | 991.85       |